# モデリング (心理学)
心理学においてモデリング（英: Modelling）とは、何かしらの対象物を見本（モデル）に、そのものの動作や行動を見て同じような動作や行動をすることである。
人間（主に子供）の成長過程では、モデリングにより学習・成長するとされている。思春期から大人にかけての時期では、憧れの意識から、対象の人物に少しでも近づきたいという心理が発することがある。また、芸能人のファンがその対象人物のファッションや仕草などを真似るのは、モデリングのひとつである。
アルバート・バンデューラは、攻撃行動は他人の攻撃行動を観察することによって促進されるとし、社会的モデルの示範的効果を強調した社会的学習理論を唱えた。この立場では、他人の攻撃場面（例えばテレビの暴力シーンやレスリングなどのスポーツ）を観察することによる鬱憤の解消、すなわち浄化作用（カタルシス）を認めず、むしろ攻撃行動を促進させるとみている。